# 4731 Monicagrady
4731 Monicagrady eller 1981 EE9 är en asteroid i huvudbältet som upptäcktes den 1 mars 1981 av den amerikanska astronomen Schelte J. Bus vid Siding Spring-observatoriet. Den är uppkallad efter Monica Grady.
Asteroiden har en diameter på ungefär 10 kilometer.